# Come salvare un matrimonio e rovinare la propria vita
Come salvare un matrimonio e rovinare la propria vita (How to Save a Marriage and Ruin Your Life) è un film commedia del 1968 diretto da Fielder Cook.

## Trama
Stati Uniti, anni sessanta. Henry, uomo di mezza età, è in forte crisi matrimoniale. L'amico David indaga, e scopre, erroneamente, che la causa della crisi è una relazione di Henry con Carol. Nel tentativo di salvare il matrimonio dell'amico, inizia a corteggiare la stessa Carol, sperando che costei, innamorandosi di lui, lasci Henry. Nel frattempo anche David si innamora di Carol, ma a un certo punto si rende conto che non è lei l'amante di Henry, per cui la abbandona a malincuore per dedicarsi a quella giusta. Tuttavia, il divorzio di Henry è ormai cosa fatta, e David può così tornare a rivolgere ogni sua sincera attenzione a Carol.